# Andreas Krogh
Andreas Jens Krogh (Oslo, 9 de juliol de 1894 – Oslo, 26 d'abril de 1964) va ser un patinador artístic sobre gel noruec que va competir a començaments del segle xx.
El 1920 va prendre part en els Jocs Olímpics d'Anvers, on guanyà la medalla de plata en la prova individual masculina del programa de patinatge artístic. Durant la seva carrera esportiva guanyà quatre campionats nacionals individuals i un per parelles.

## Palmarès

### Individual
| Prova                 | 1912 | 1914 | 1915 | 1920 | 1935 |
| --------------------- | ---- | ---- | ---- | ---- | ---- |
| Jocs Olímpics         |      |      |      | 2n   |      |
| Campionats de Noruega | 1r   | 1r   | 1r   |      | 1r   |

### Parelles
(amb Astrid Nordsveen)
| Prova                 | 1914 |
| --------------------- | ---- |
| Campionats de Noruega | 1r   |